# Saint-Étienne-au-Temple
Pour les articles homonymes, voir Saint-Étienne (homonymie).
Saint-Étienne-au-Temple est une commune française, située dans le département de la Marne en région Grand Est.

## Géographie
Le village est traversé par la Vesle. L'ancienne route nationale 77 (RN 77), entre Châlons-en-Champagne et Suippes, contourne le village. Au nord de la commune passe par l'autoroute A4, la sortie 28 dessert Saint-Étienne-au-Temple.
| Dampierre-au-Temple     | Cuperly                 | La Cheppe |
|                         | Saint-Étienne-au-Temple |           |
| Saint-Martin-sur-le-Pré |                         | L'Épine   |

### Hydrographie

#### Réseau hydrographique
La commune est traversée par la ligne de partage des eaux entre les régions hydrographiques « la Seine de sa source au confluent de l'Oise (exclu) » et « la Seine du confluent de l'Oise (inclus) à l'embouchure » au sein du bassin Seine-Normandie. Elle est drainée par la Vesle,.
La Vesle, d'une longueur de 139 km, prend sa source dans la commune de Somme-Vesle et se jette  dans l'Aisne à Ciry-Salsogne, après avoir traversé 52 communes. 

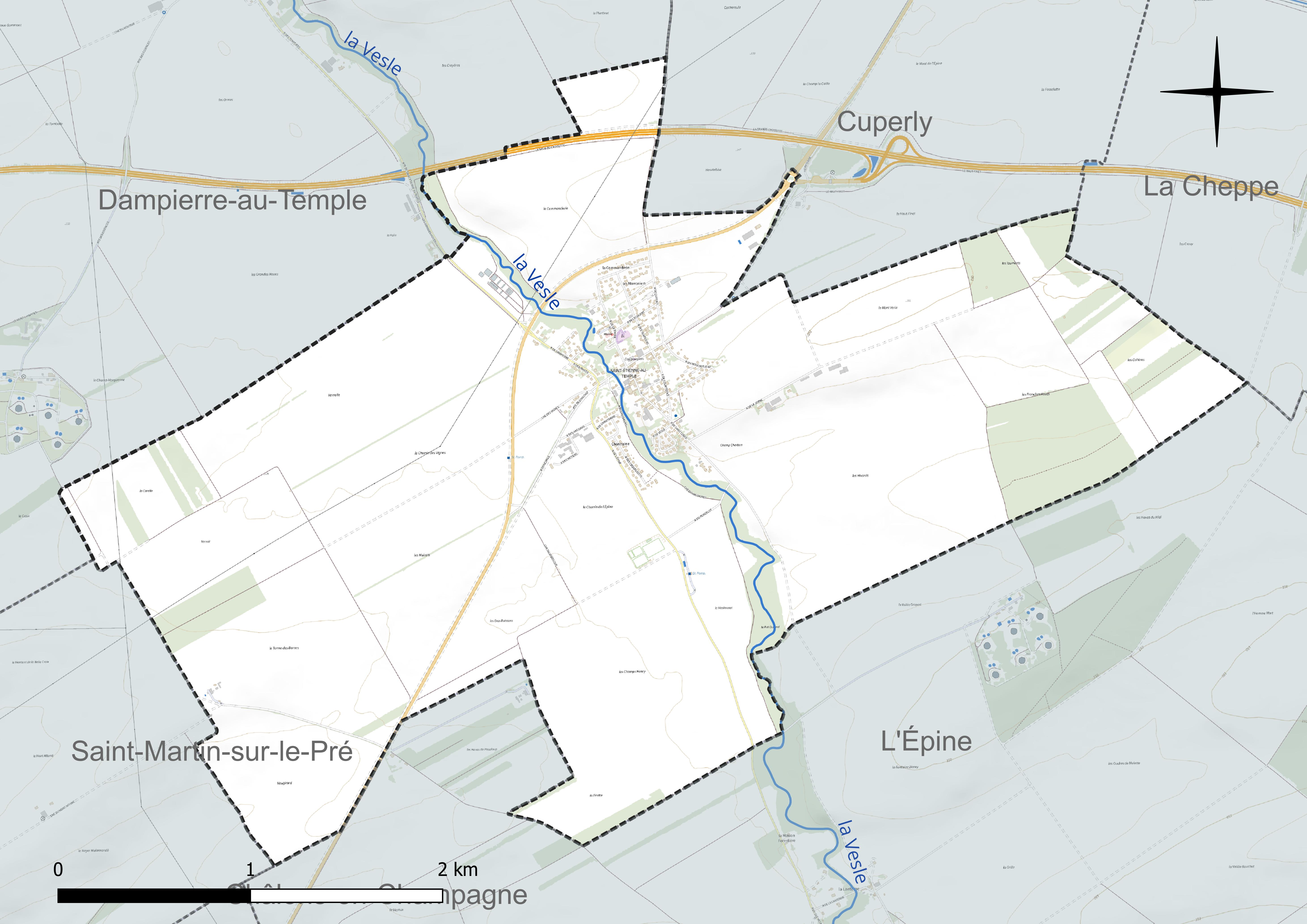
Réseau hydrographique de Saint-Étienne-au-Temple.

#### Gestion et qualité des eaux
Le territoire communal est couvert par le schéma d'aménagement et de gestion des eaux (SAGE) « Aisne Vesle Suippe ». Ce document de planification, dont le territoire s’étend sur 3 096 km2 répartis sur trois départements (Aisne, Marne et Ardennes) et deux régions (Champagne-Ardenne et Picardie), a été approuvé le 16 décembre 2013. La structure porteuse de l'élaboration et de la mise en œuvre est le Syndicat d’aménagement des bassins Aisne Vesle Suippe (SIABAVES). 
La qualité des cours d’eau peut être consultée sur un site dédié géré par les agences de l’eau et l’Agence française pour la biodiversité. 

### Climat
Pour des articles plus généraux, voir Climat du Grand Est et Climat de la Marne.
En 2010, le climat de la commune est de type climat océanique dégradé des plaines du Centre et du Nord, selon une étude du Centre national de la recherche scientifique s'appuyant sur une série de données couvrant la période 1971-2000. En 2020, Météo-France publie une typologie des climats de la France métropolitaine dans laquelle la commune est exposée à un climat océanique altéré et est dans la région climatique  Nord-est du bassin Parisien, caractérisée par un ensoleillement médiocre, une pluviométrie moyenne régulièrement répartie au cours de l’année et un hiver froid (3 °C). 
Pour la période 1971-2000, la température annuelle moyenne est de 10,5 °C, avec une amplitude thermique annuelle de 16,2 °C. Le cumul annuel moyen de précipitations est de 716 mm, avec 12,1 jours de précipitations en janvier et 8,3 jours en juillet. Pour la période 1991-2020, la température moyenne annuelle observée sur la station météorologique de Météo-France la plus proche, « Fagnières-Inra », sur la commune de Fagnières à 10 km à vol d'oiseau, est de 11,2 °C et le cumul annuel moyen de précipitations est de 632,3 mm. 
La température maximale relevée sur cette station est de 41,8 °C, atteinte le 25 juillet 2019 ; la température minimale est de −21 °C, atteinte le 6 janvier 1985,,. 
Les paramètres climatiques de la commune ont été estimés pour le milieu du siècle (2041-2070) selon différents scénarios d'émission de gaz à effet de serre à partir des nouvelles projections climatiques de référence DRIAS-2020. Ils sont consultables sur un site dédié publié par Météo-France en novembre 2022.

## Urbanisme

### Typologie
Au 1er janvier 2024, Saint-Étienne-au-Temple est catégorisée bourg rural, selon la nouvelle grille communale de densité à sept niveaux définie par l'Insee en 2022.
Elle est située hors unité urbaine. Par ailleurs la commune fait partie de l'aire d'attraction de Châlons-en-Champagne, dont elle est une commune de la couronne,. Cette aire, qui regroupe 97 communes, est catégorisée dans les aires de 50 000 à moins de 200 000 habitants,.

### Occupation des sols
L'occupation des sols de la commune, telle qu'elle ressort de la base de données européenne d’occupation biophysique des sols Corine Land Cover (CLC), est marquée par l'importance des territoires agricoles (88,8 % en 2018), en diminution par rapport à 1990 (90,7 %). La répartition détaillée en 2018 est la suivante : 
terres arables (81,8 %), zones agricoles hétérogènes (7 %), forêts (6,5 %), zones urbanisées (4,7 %). L'évolution de l’occupation des sols de la commune et de ses infrastructures peut être observée sur les différentes représentations cartographiques du territoire : la carte de Cassini (XVIIIe siècle), la carte d'état-major (1820-1866) et les cartes ou photos aériennes de l'IGN pour la période actuelle (1950 à aujourd'hui).

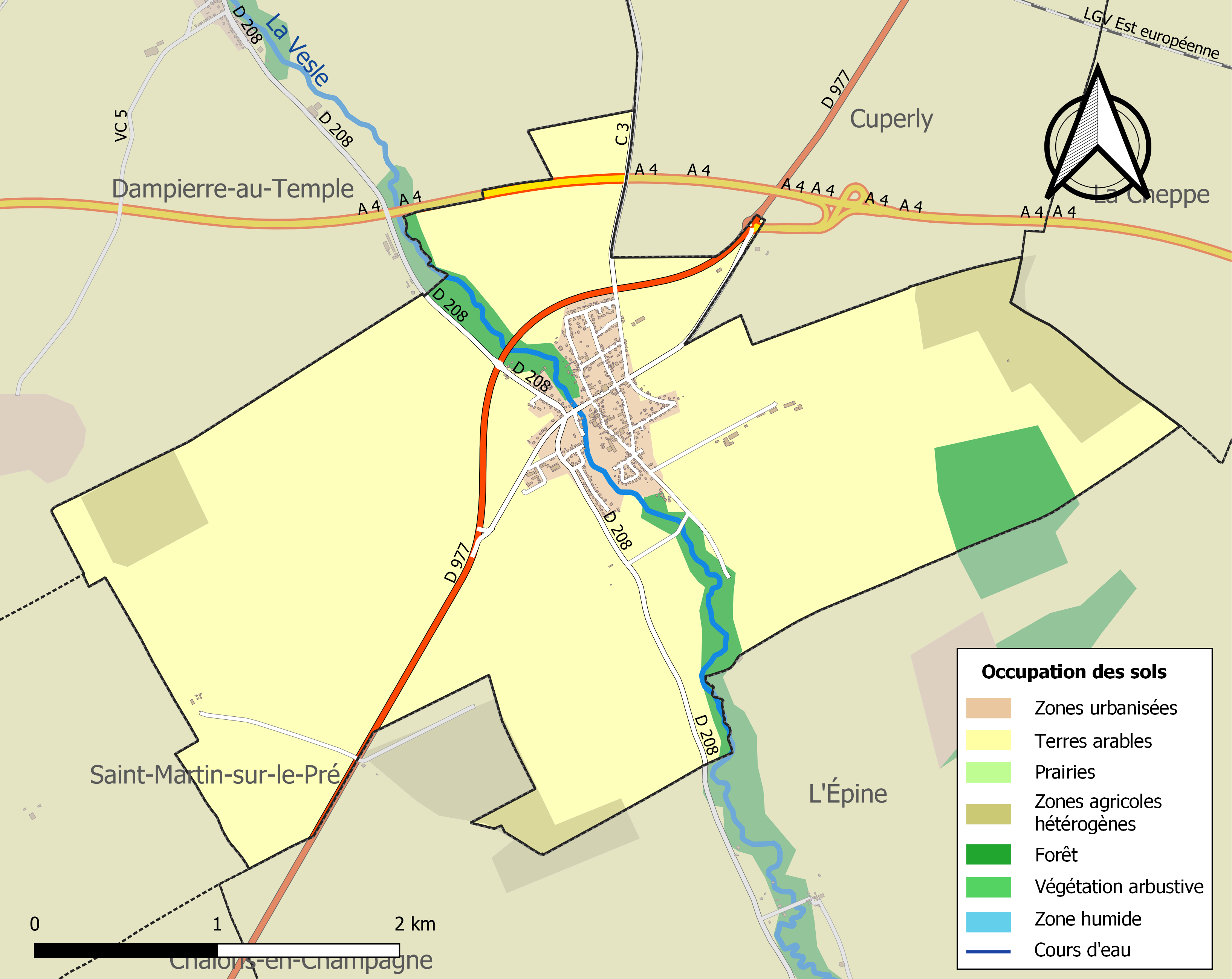
Carte des infrastructures et de l'occupation des sols de la commune en 2018 (CLC).

## Toponymie
Le nom de la localité est attesté sous les formes Sanctus Stephanus super Veelam (1132) ; Villa que dicitur Sanctus Stephanus (1248) ; Sanctus Stephanus ad Templum (1270) ; Sanctus Stephanus juxta Templum (1292) ; Saint-Estene (1294) ; Saint-Estienne-au-Temple (1374) ; Saint-Étiene-au-Temple (1462) ; Temple-sur-Vesle (1793) ; Montvesle (1794).

Saint-Étienne est un hagiotoponyme.
Le déterminant -au-Temple fait allusion, en Champagne, au berceau de l'ordre du Temple en France.

La commanderie de la Neuville-au-Temple-lez-Châlons qui passe pour avoir été la plus importante maison du Temple et de l'Hôpital en Champagne qui ne se manifeste plus que dans les noms des trois villages qui l'environnaient : Dampierre-au-Temple, Saint-Hilaire-au-Temple et Saint-Étienne-au-Temple.

## Histoire
Le village, ainsi que d'autres aux alentours, tient son nom, pour partie, de possessions templières. Au XIIIe siècle, cette seigneurie dépendait de la commanderie de La Neuville,. On y connait un moulin templier en 1133, détruit en 1914, disparu de nos jours. Le lieu-dit Terme des Bornes fait allusion à des bornes placées par les templiers pour limiter leurs terres.
Les toponymes actuels comme Terme du Verroir, de la Carelle, des Hâves de Dampierre, de Vavrelle, des Champs Henry, des Hivards, du Mont Verain (Vérin), des Tournants, des Franches Hâves, de Colteres, la Finette, du Mont de l'Arbre, des Hautes Tournières, des Maises, de la Haie Goblet, du Haut de Chanteraine, du Pré Durand, et du Bas de la Noue de Forêt ont des racines anciennes avérées par des écrits du XVIIIe siècle.
Au cours de la Révolution française, la commune porta provisoirement les noms de Montvesle et de Temple-sur-Vesle.

## Politique et administration

### Rattachement administratif
Lors de sa création, pendant la Révolution française, la commune rejoint le canton de Courtisols. En 1801, elle intègre le canton de Châlons. Depuis 1973, et la division du canton de Châlons-sur-Marne, Saint-Étienne-au-Temple faisait partie du canton de Châlons-en-Champagne-2. Dans le cadre du redécoupage cantonal de 2014 en France, la commune fait désormais partie du canton de Châlons-en-Champagne-3.

### Liste des maires

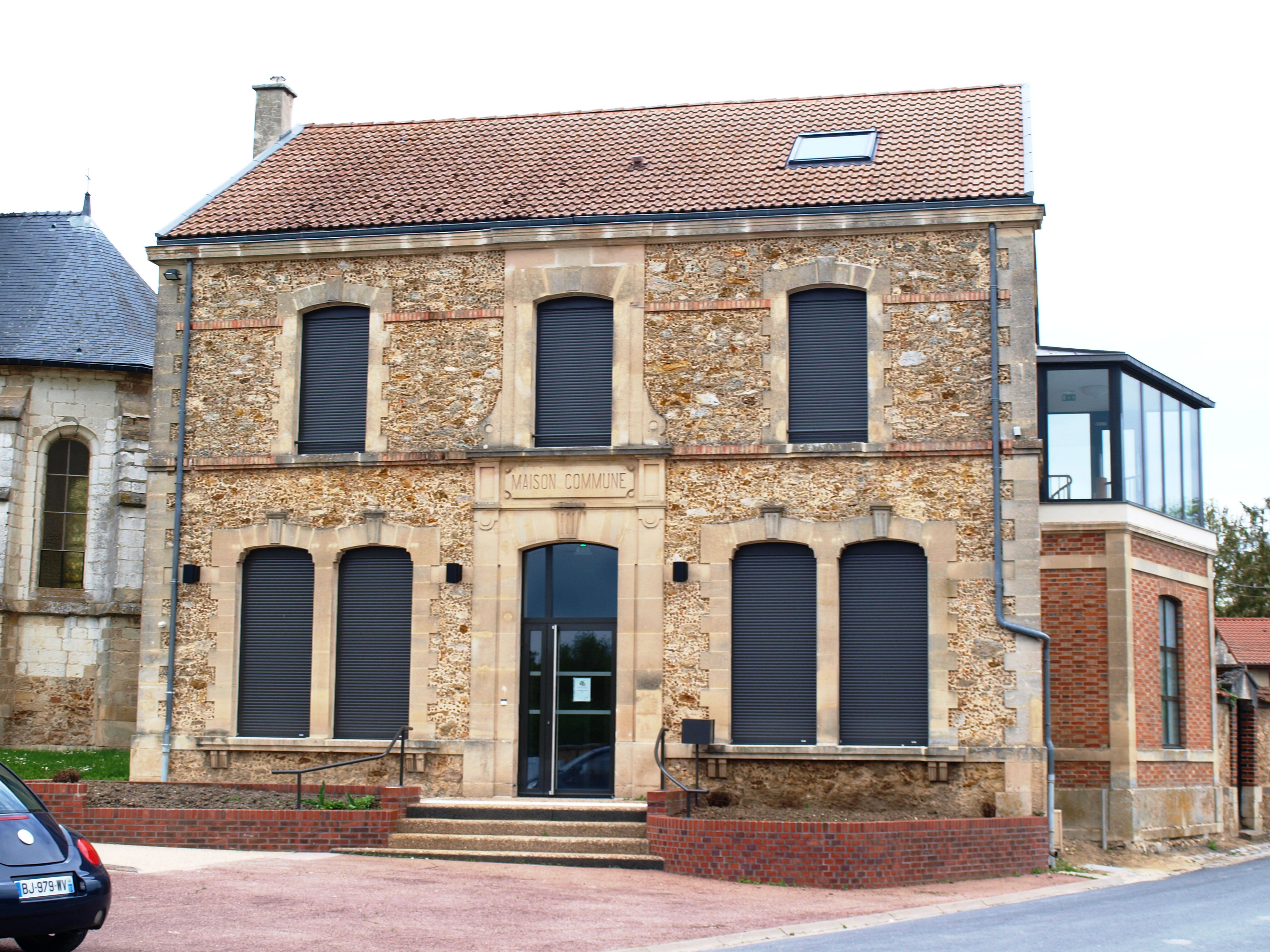
La maison commune (mairie).

| Période                                  | Période                      | Identité         | Étiquette | Qualité |
| ---------------------------------------- | ---------------------------- | ---------------- | --------- | ------- |
| Les données manquantes sont à compléter. |                              |                  |           |         |
| 1876                                     |                              | Joppé            |           |         |
| 1877                                     |                              | Machet           |           |         |
| 1929                                     | ?                            | G. Vitry         |           |         |
| déc. 2004                                | avr. 2014                    | Jean-Paul Thilly |           |         |
| avr. 2014                                | En cours (au 4 juillet 2014) | Sophie Szulik    |           |         |

## Démographie
L'évolution du nombre d'habitants est connue à travers les recensements de la population effectués dans la commune depuis 1793. Pour les communes de moins de 10 000 habitants, une enquête de recensement portant sur toute la population est réalisée tous les cinq ans, les populations de référence des années intermédiaires étant quant à elles estimées par interpolation ou extrapolation. Pour la commune, le premier recensement exhaustif entrant dans le cadre du nouveau dispositif a été réalisé en 2007.

En 2022, la commune comptait 786 habitants, en évolution de −3,32 % par rapport à 2016 (Marne : −1,19 %, France hors Mayotte : +2,11 %).
| 1793 | 1800 | 1806 | 1821 | 1831 | 1836 | 1841 | 1846 | 1851 |
| ---- | ---- | ---- | ---- | ---- | ---- | ---- | ---- | ---- |
| 277  | 291  | 288  | 287  | 313  | 304  | 300  | 290  | 305  |

| 1856 | 1861 | 1866 | 1872 | 1876 | 1881 | 1886 | 1891 | 1896 |
| ---- | ---- | ---- | ---- | ---- | ---- | ---- | ---- | ---- |
| 304  | 291  | 281  | 276  | 269  | 243  | 223  | 223  | 211  |

| 1901 | 1906 | 1911 | 1921 | 1926 | 1931 | 1936 | 1946 | 1954 |
| ---- | ---- | ---- | ---- | ---- | ---- | ---- | ---- | ---- |
| 205  | 195  | 194  | 274  | 199  | 178  | 203  | 162  | 180  |

| 1962 | 1968 | 1975 | 1982 | 1990 | 1999 | 2006 | 2007 | 2012 |
| ---- | ---- | ---- | ---- | ---- | ---- | ---- | ---- | ---- |
| 178  | 193  | 333  | 415  | 447  | 458  | 567  | 583  | 730  |

| 2017 | 2022 | - | - | - | - | - | - | - |
| ---- | ---- | - | - | - | - | - | - | - |
| 812  | 786  | - | - | - | - | - | - | - |

## Culture et patrimoine

### Monuments
L'église est placée sous le vocable de Saint-Étienne. Datant des XIIIe et XIVe siècles, elle est de style gothique. Elle appartient à la paroisse Saint Dominique Savio des Trois Rivières.